# Clinton (uva)

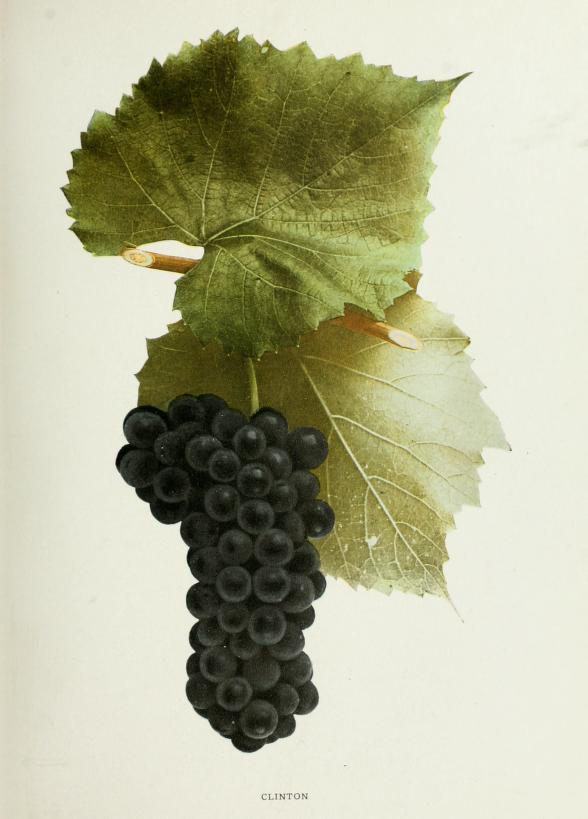
Placa fotográfica de la uva Clinton, del libro Las uvas de Nueva York, por Ulysses Prentiss Hedrick (1908).

La clinton es una variedad de vid utilizada en las vertientes meridionales del Macizo Central francés, particularmente en Lozère, en el Gard, el norte del Hérault o incluso en el Aveyron. Más generalmente, la clinton se relaciona con las Cevenas. Se trata de una de las vides americanas importadas a Francia en el siglo XIX por ser resistente a la filoxera.
El clinton es así también el nombre que se da al vino producido por esta uva (a veces asociada a jugos procedentes de emparrados o a otras vides locales, como la isabelle). El vino de clinton es un vino débilmente alcoholizado (a menudo menos de 10 grados), que debe beberse muy joven, ya que se conserva mal. A menudo amargo, ligeramente chispeante, los antiguos tenían por hábito beber este vino añadiendo azúcar o limonada. Sirve también para hacer "chabrot", vertiendo una pequeña cantidad de vino en su plato de sopa.
Hoy la producción de clinton prácticamente ha desaparecido, pero los "néo-cévenois" (neocevenoles) intentan redinamizar el cultivo de esta vid, en particular, produciendo zumos de frutas.
- Datos: Q1101665
- Multimedia: Clinton (grape) / Q1101665